# Fascitis
En medicina, se denomina fascitis a la inflamación de una fascia, el tejido fibroso que recubre los músculos y huesos. 

## Etiología
Puede ser causada por traumatismos únicos o de repetición, por una infección, o durante una inflamación autoinmunitaria generalizada del tejido conjuntivo.

## Clasificación
Hay diversas formas de presentación: 
- Fascitis necrotizante
- Fascitis plantar
- Fascitis palmar
- Fascitis eosinofílica

## Tratamiento
Al igual que las inflamaciones de otros tejidos blandos, la fascitis tiende a desaparecer por sí sola en algunos casos. La mejoría se acelera con medicamentos para el dolor; contra la inflamación, la aplicación de frío en las primeras 48 horas del incidente y calor en las subsiguientes 48 horas y terapia física o terapia ocupacional. Si no hay mejoría se plantea la infiltración con corticoides de depósito.